# Andreas Dörhöfer
Andreas Dörhöfer, né le 2 août 1963 à Erding, est un ancien joueur allemand de handball, évoluant au poste d'arrière droit.

## Palmarès

### Club
Compétitions nationales
- Vainqueur du Championnat d'Allemagne (1) : 1991
- Vainqueur de la Coupe d'Allemagne (1) : 1986
- Meilleur buteur du Championnat d'Allemagne (2) : 1990, 1993

### Sélection nationale
- 7e place au Championnat du monde 1986